# Spinnin’ Records
Spinnin' Records — нидерландский лейбл, основанный в 1999 году Элко ван Котеном и Рогером де Графом. Лейбл специализируется на электронной танцевальной музыке, имеет свыше 30 миллионов подписчиков на YouTube и 17 миллиардов просмотров на YouTube. В сентябре 2017 года Warner Music Group приобрела Spinnin' Records за более чем 100 миллионов долларов.

## История
Элко ван Котен является сыном бывшего голландского радио-диджея и бизнесмена Виллема ван Котена и вначале работал в издательском бизнесе своего отца. Вместе с Рогером де Графом, бывшим сотрудником специализированного танцевального розничного магазина Rhythm Import, ван Котен сформировал Spinnin' Records в 1999 году. Первоначально они сосредоточились на производстве прессованного винила для музыкантов.
Помимо основного лейбла, Spinnin' Records включает около 17 лейблов-филиалов, большинство из которых связано с конкретным исполнителем. Лейбл обеспечивает годовые отчеты, управление, публикацию и цифровой маркетинг для исполнителей, которые подписали контракт. Известные лейблы-филиалы включают Heldeep Records (управляемый Оливером Хелденсом), Spinnin' Deep и Spinnin' Premium. Все лейблы связаны с различными видами танцевальной и электронной музыки.

## Филиалы (нынешние)
- AFTR:HRS (управляемый Tiësto)
- Controversia (управляемый Alok)
- Curtis Alto Music (управляемый Curtis Alto)
- Dharma Worldwide (управляемый KSHMR)
- DOORN Records (управляемый Sander van Doorn)
- Fonk Recordings (управляемый Dannic)
- Hysteria (управляемый Bingo Players)
- Kryteria Records (управляемый Kryder)
- Made in NL
- Maxximize Records (управляемый Blasterjaxx)
- Musical Freedom Records (управляемый Tiësto)
- Night Service Only (управляемый CID)
- OZ Records (управляемый Ummet Ozcan)
- Potion (управляемый The Magician)
- SOURCE
- Spinnin' Copyright Free Music
- Spinnin' Deep
- Spinnin' NEXT
- Spinnin' Premium
- Spinnin' Records Asia
- Spinnin' Remixes
- Spinnin' Talent Pool
- SPRS

## Филиалы (прошлые)
- 2 Play Records
- ABZOLUT (управляемый Koen Groeneveld, лейбл не ведется)
- Bald & Hairy Cutz
- Barong Family (управляемый Yellow Claw, самостоятельный лейбл)
- BMCLTSCH RCRDS
- Cartel Music (управляемый Kryder, лейбл не ведется)
- Confidence Recordings
- Congo Records (управляемый Lincoln Jesser, лейбл не ведется)
- Couture (управляемый Claudia Cazacu, лейбл не ведется)
- Fly Eye Records (управляемый Calvin Harris, лейбл не ведется)
- Foktop!
- Fudge Records Heldeep Records (управляемый Oliver Heldens, самостоятельный лейбл)
- Hexagon (управляемый Don Diablo, самостоятельный лейбл)
- Housequake
- Jack Back (управляемый David Guetta)
- Kanary Records
- Katana Beatz (управляемый Randy Katana, лейбл не ведется)
- Konverted
- Liquid Records
- Lucky Star Records
- Magnetize
- Nasty Tunes
- Nope In Dope Records
- Oxygen Records
- Pony Play
- Protocol Recordings (управляемый Nicky Romero, самостоятельный лейбл)
- PUNX
- RR Recordings
- Raw-Sessions Recordings
- Rebel Yard
- Reset Records
- RockTheHouze
- Rootz
- Showland Records (управляемый Swanky Tunes, в данный момент лейбл не ведется)
- Skink
- Steeve On
- Smaakstof
- Smash The House (управляемый Dimitri Vegas & Like Mike)
- Smile Recordings
- Sneakerz
- Spinnin' Stripped
- Streamlined
- Sunrise Recordings
- The Pop Show
- Tone Diary
- Trap City
- Trobi Music ? (управляемый Trobi)
- Tytanium Recordings
- Wall Recordings (управляемый Afrojack, самостоятельный лейбл)
- White Label
- Work Recordings
- With Love Music
- supersonyQ

Вся информация о лейблах находится на сайте Spinnin' Records

## Исполнители

### Записываются в настоящее время
| - A-Trak - Alok - Alvaro - Armand van Helden - Audio Bullys - Bassjackers - Bingo Players - Bjornzz - Blasterjaxx - Боб Синклер - Бурак Йетер - Bolier - Breathe Carolina - BURNS - Christopher Damas - CamelPhat - Carnage - Cheat Codes - Chocolate Puma - Chuckie - CID - CMC$ - D.O.D - Daddy's Groove - DallasK - Dannic - Danny Howard - DBSTF - Don Diablo - Dragonette - Dropgun - DubVision - Dzeko - EDX - Eelke Kleijn - Ephwurd - Far East Movement - Федде ле Гранд - Firebeatz - Florian Picasso - Fox Stevenson - FTampa - Gregor Salto - Headhunterz - Hyolyn - Hook N Sling - Jauz - Jay Hardway - Джермейн Дюпри - Jewelz & Sparks - Joe Stone - Joey Dale - Jasted - Justin Mylo - Kenneth G - KO:YU - Kris Kross Amsterdam - Kryder - KSHMR - KURA | - Laidback Luke - Lucas & Steve - MAKJ - Мартин Сольвейг - Matisse & Sadko - Merk & Kremont - Mesto - Michael Calfan - Mightyfools - Mike Mago - Mike Williams - Moguai - MOTi - Mr. Belt & Wezol - NERVO - NEW ID - Nina & Malika - Norman Doray - Oliver Heldens - Pep & Rash - Promise Land - Quintino - Ralvero - Raven & Kreyn - Rompasso - Сак Ноэль - Sam Feldt - Сандер ван Дорн - Shaun Frank - Shermanology - Stadiumx - Sunnery James & Ryan Marciano - Swanky Tunes - The Magician - The Partysquad - Tiësto - Timmy Trumpet - TJR - Tomcraft - Tom Staar - Tom Swoon - Tony Junior - Tujamo - TWOLOUD - Ummet Ozcan - Univz - Vassy - Vato Gonzalez - Vintage Culture - Vicetone - VINAI - Zaeden - Watermät - Will Sparks - Wiwek - Yves V - Zaeden - Zonderling |

### Записывались ранее
| - 4 Strings - Adventure Club - Афроджек - Алессо - Amba Shepherd - Angger Dimas - Arno Cost - Arty - Audien - Авичи - Axwell - Basto - Borgeous - Borgore - Кельвин Харрис - Candyland - Cash Cash - Cédric Gervais - Christian Rich - Claudia Cazacu - Coone - D-Wayne - Dada Life - Danny Ávila - Darude - DCUP - Deorro - Digitalism - Dimitri Vegas & Like Mike - Dirty South - DJ Snake - Dr. Kucho! - Duke Dumont - Dyro - DVBBS - Эдвард Майя - Эрик Придз - Ева Симонс - Fatboy Slim - Felguk - Felix Jaehn - Ферри Корстен - Futuristic Polar Bears | - GLOWINTHEDARK - GTA - Hard Rock Sofa - Hardwell - Иан Кэри - Inaya Day - INNA - Inpetto - Ivan Gough - Joe Ghost - John Christian - John Dahlbäck - Джадж Джулз - Justin Prime - Kaskade - Klingande - Kurd Maverick - Lazy Rich - Lost Frequencies - Mako - Marc Benjamin - Marco V - Marcus Schössow - Mark Sixma - MaRLo - Мартин Гаррикс - Mat Zo - Max Vangeli - Michael Brun - Michael Woods - Mike Hawkins - Mitchell Niemeyer - Моби - Надиа Али - New World Sound - Ники Ромеро - Niels van Gogh - Noisecontrollers - Noisia - Odesza - Olav Basoski - Ookay - Para One - Paris & Simo | - Parra for Cuva - Peter Gelderblom - Phil Speiser - Портер Робинсон - Project 46 - R3hab - Ray & Anita - Richard Beynon - Ron Carroll - Ron van den Beuken - Rune RK - San Holo - Sander Kleinenberg - Sandro Silva - Шон Тайс - Showtek - Sick Individuals - Sied van Riel - Sidney Samson - Sigma - Саймон Паттерсон - Starkillers - Stefano Noferini - Стив Анжелло - Стив Аоки - Sultan + Shepard - Tara McDonald - Tchami - Thomas Gold - Thomas Newson - Tommy Trash - Tritonal - Tom Novy - UMEK - W&W - Wolfpack - Yellow Claw - Yolanda Be Cool - Yves Larock - Zak Waters - Zedd - Zeds Dead - Zhu |